# توني زن
توني زن (بالمقدونية: Тони Зен) هو موسيقي شمال مقدوني، ولد في 21 يونيو 1983 في إسكوبية في مقدونيا الشمالية.